# Elena Bucci
Elena Bucci (Russi, 1965) è un'attrice, drammaturga e regista teatrale italiana. 
Fra i più recenti riconoscimenti: Premio Ubu 2016, Premio Eleonora Duse 2016, Premio Hystrio - ANCT 2017, Premio ERF alla carriera

## Biografia
Si diploma alla Scuola di Teatro di Bologna ed entra a far parte del Teatro di Leo di Leo de Berardinis, partecipando a tutti gli spettacoli dal 1985 al 2001. 
Nel 1993 fonda con Marco Sgrosso la compagnia teatrale Le belle bandiere con la quale produce, dirige e interpreta numerosi spettacoli, tra i quali: Macbeth (finalista al Premio ETI Olimpici del Teatro 2007), Hedda Gabler, La locandiera, Antigone, Svenimenti, La canzone di Giasone e Medea, Le relazioni pericolose, Ottocento (realizzati nel corso di una storica collaborazione con il Centro Teatrale Bresciano iniziata nel 2005), Prima della pensione ovvero Cospiratori e L'anima buona del Sezuan (sostenuti da Centro Teatrale Bresciano e Emilia Romagna Teatro Fondazione),  Caduto fuori dal tempo (sostenuto da Centro Teatrale Bresciano, Emilia Romagna Teatro e Teatro Piemonte Europa), Santa Giovanna dei Macelli (sostenuto dal Teatro Metastasio), La casa dei Rosmer(sostenuto da Teatro Metastasio, Centro Teatrale Bresciano, Emilia Romagna Teatro).
Si dedica alla scrittura di testi teatrali, che dirige e interpreta, tra cui: Nella lingua e nella spada, liberamente ispirato alla vita e alle opere di Oriana Fallaci e Alexandros Panagulis (per Ravenna Festival, Campania Teatro Festival, Teatro Piemonte Europa), Onde ispirato alle opere di Virginia Woolf e Katherine Mansfield (per Campania Teatro Festival), Non sentire il male - dedicato a Eleonora Duse (registrato per Rai Radio 3 e Rai 2, riallestito alla Fondazione Giorgio Cini e nell'ambito delle celebrazioni dusiane a Venezia), Autobiografie di ignoti - Barnum, La Paura (al Festival Asti Teatro), Regina la Paura (per il Teatro Stabile di Napoli), Bambini - azione di teatro, pittura e luce (progetto condiviso con Claudio Ballestracci, Davide Reviati, Rrose Selavy, l'Arboreto, al Festival Santarcangelo dei Teatri), In canto e in veglia (vincitore de "I teatri del Sacro 2013"), Corale numero uno (al Festival delle colline torinesi), Bimba - inseguendo Laura Betti e Pier Paolo Pasolini (per ERT/Teatro Nazionale), Canto alle vite infinite(a Primavera dei Teatri), Lettera al mondo (a Contemporanea Festival di Prato), Chopin, Sand e l’Isola (per Emilia Romagna Festival), Juana de la Cruz o le insidie della fede e Colloqui con la Cattiva Dea (entrambi per Ravenna Festival, con cui collabora per numerose opere come regista e interprete).
Insieme a Marco Sgrosso dirige e interpreta Risate di gioia - storie di gente di teatro (sostenuto da Centro Teatrale Bresciano, Emilia Romagna Teatro, Teatro Piemonte Europa), La Pazzia di Isabella - vita e morte dei Comici Gelosi (realizzato con il Centro di Promozione Teatrale La Soffitta, Università di Bologna), L'Amante di Pinter (con Centro Teatrale Bresciano), Delirio a due di Ionesco (con Teatro Piemonte Europa e Centro Teatrale Bresciano). Con Diablogues di Vetrano e Randisi (e insieme al Teatro degli Incamminati), crea un progetto di rilettura dei classici da cui nasce, fra gli altri, lo spettacolo Le smanie per la villeggiatura, Premio ETI Gli Olimpici del Teatro. Insieme a Chiara Muti realizza Folia Shakespeariana, Lumina in Tenebris, a partire dalla Divina Commedia di Dante (Ravenna Festival), Due Regine. Mary Stuart vs Elizabeth Tudor. Elizabeth Tudor vs Mary Stuart (in collaborazione con Campania Teatro Festival e Teatro di Napoli, in Pompeii Theatrum Mundi). Insieme a Luigi Ceccarelli realizza Se resistere dipende dal cuore - ascoltando Amelia Rosselli (con Nuova Consonanza, Ravenna Festival). Realizza insieme a Ivano Marescotti Il migliore dei mondi possibili, Bagnacaval, Il silenzio anatomico.
È interprete per Mario Martone in Edipo a Colono (Teatro di Roma), Claudio Morganti in Riccardo III e Le Regine (La Biennale di Venezia), e in Recita dell'Attore Vecchiatto nel Teatro di Rio Saliceto, Valter Malosti ne Il Giardino dei ciliegi (Teatro Stabile di Torino), Roberto Latini ne L'Armata Brancaleone (Teatro Metastasio), Il Teatro Comico e Mangiafoco (Piccolo Teatro di Milano, Compagnia Lombardi-Tiezzi), Pagliacci all'uscita (Teatro Vascello, Compagnia Lombardi-Tiezzi) e nel teatro musicale in Tenebrae di Guarnieri con la regia di Cristina Muti, Medea di Benda con la direzione di Manlio Benzi, per il quale dirige e interpreta Tempesta di Sibelius e Sogno di una notte di mezz'estate di Mendelssohn. Collabora con i musicisti e compositori Andrea Agostini, Luigi Ceccarelli, Raffaele Bassetti, Ramberto Ciammarughi, Julia Kent, Massimo Mercelli, Rita Marcotulli, Bob Moses, Fabrizio Puglisi, Christian Ravaglioli, Antonello Salis, Louis Sclavis, Dimitri Sillato, Giovanni Tamborrino, Simone Zanchini.

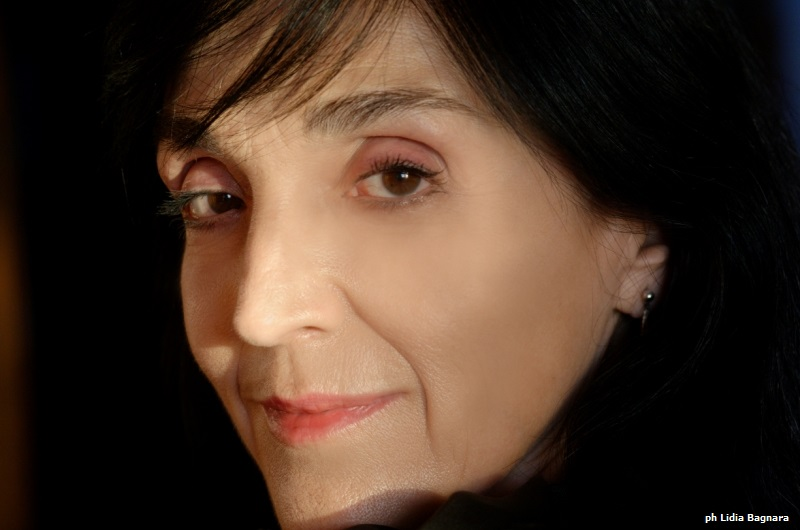
Elena Bucci

È stata docente di teatro al CIMES - Università di Bologna, alla Civica Scuola di Teatro Paolo Grassi di Milano, alla Civica Accademia di Arte Drammatica Nico Pepe di Udine, alla Scuola Iolanda Gazzerro (ERT), alla Scuola per attori del Teatro Stabile di Torino, a Campania Teatro Festival, a Todi Festival, all'Arboreto Teatro Dimora di Mondaino.
Nel cinema lavora come attrice per registi come Raúl Ruiz, Pappi Corsicato, Michele Sordillo, Tonino de Bernardi, Luca Guadagnino (A bigger splash, Chiamami col tuo nome), Gianluca Iodice (Il cattivo poeta), Matteo Rovere (Romulus), Riccardo Marchesini, Luisa Pretolani e Massimiliano Valli.
A Russi di Romagna con la sua compagnia crea un laboratorio permanente, un archivio, progetti per la comunicazione fra le arti, per la documentazione dell'arte dal vivo, per il recupero di spazi dimenticati, contribuendo alla riapertura del Teatro Comunale chiuso da vent’anni ed è ideatrice del progetto Archivio vivo dedicato alla riflessione intorno alla memoria e alla documentazione dell'arte dal vivo. 

## Filmografia

### Cinema
- Viaggio clandestino - Vite di santi e di peccatori, regia di Raúl Ruiz (1994)
- Acquario, regia di Michele Sordillo (1996)
- Lei, regia di Tonino De Bernardi (2002)
- La strada nel bosco, regia di Tonino De Bernardi (2002)
- Bérbablù, regia di Luisa Pretolani e Massimiliano Valli (2004)
- Accoltellati, regia di Tonino De Bernardi (2006)
- Gabiano con una sola B, regia di Francesco Ghiaccio - cortometraggio (2007)
- A Bigger Splash, regia di Luca Guadagnino (2015)
- Chiamami col tuo nome (Call Me by Your Name), regia di Luca Guadagnino (2017)
- Amati Fantasmi, regia di Riccardo Marchesini - documentario (2019)
- Resurrezione, regia di Tonino De Bernardi (2019)
- Il cattivo poeta, regia di Gianluca Jodice (2020)

### Televisione
- Totò, principe di Danimarca - ripresa dello spettacolo di Leo de Berardinis (1998)
- Romulus – serie TV (2020)

## Teatro

### Attrice
- King Lear. Studi e variazioni di William Shakespeare, regia di Leo de Berardinis (1985)
- Amleto (II edizione) di William Shakespeare, regia di Leo de Berardinis (1985)
- La Tempesta di William Shakespeare, regia di Leo de Berardinis (1986)
- Novecento e Mille, drammaturgia e regia di Leo de Berardinis (1987)
- La Tempesta (II edizione) di William Shakespeare, regia di Leo de Berardinis (1987)
- Delirio, testo e regia di Leo de Berardinis (1987)
- Alice dall'opera di Lewis Carroll, regia di François Kahn (1987)
- Macbeth di William Shakespeare, regia di Leo de Berardinis (1988)
- Novecento e Mille (II edizione), regia di Leo de Berardinis (1988)
- Lo schiavo del Demonio o l'origine sportiva dello Stato di Antonio Mira de Amescua, adattamento e regia di Raúl Ruiz (1988)
- Quintett, drammaturgia e regia di Leo de Berardinis (1988)
- La creazione del mondo o la conquista dell'America da AA.VV., regia di Raúl Ruiz (1989)
- Metamorfosi, testo e regia di Leo de Berardinis (1990)
- Totò, Principe di Danimarca di Leo de Berardinis (1990)
- L'impero della Ghisa, di Leo de Berardinis (1991)
- Totò, Principe di Danimarca (II edizione) da William Shakespeare, drammaturgia e regia di Leo de Berardinis (1993)
- I giganti della montagna, di Luigi Pirandello, regia di Leo de Berardinis (1993)
- Il ritorno di Scaramouche di Jean Baptiste Poquelin e Leòn de Berardin da Molière, drammaturgia e regia di Leo de Berardinis (1994)
- Il ritorno di Scaramouche di Jean Baptiste Poquelin e Leòn de Berardin (II edizione), drammaturgia e regia di Leo de Berardinis (1996)
- King Lear n.1 da William Shakespeare, regia di Leo de Berardinis (1996)
- Lear Opera di Leo de Berardinis da William Shakespeare (1998)
- Totò, Principe di Danimarca (III edizione), di Leo de Berardinis (1998)
- Le Regine, di Claudio Morganti (1999)
- Riccardo III, di Claudio Morganti (2000)
- Edipo a Colono, di Sofocle, regia di Mario Martone (2004)
- Il giardino dei ciliegi di Anton Čechov, regia di Valter Malosti (2016)
- Il teatro comico, da Carlo Goldoni, regia di Roberto Latini (2018)
- Mangiafoco, testo e regia di Roberto Latini (2019)
- L'Armata Brancaleone, drammaturgia e regia di Roberto Latini (2021)
- Pagliacci All'uscita da Leoncavallo e Pirandello, regia di Roberto Latini (2023)
- Il Golem di Juan Mayorga, regia di Jacopo Gassmann (2025)
- Anghelos, drammaturgia e regia di Roberto Latini (2025)

### Attrice e regista
- L'amore delle pietre, 1992
- Gli occhi dei matti, 1995
- Cavalieri Erranti, 1996
- Le amicizie pericolose, 1998
- Il berretto a sonagli, 1999
- Anfitrione, 2000
- Non sentire il male - dedicato a Eleonora Duse, 2000
- Il mercante di Venezia, 2001
- Canti per elefanti, 2002
- Bambini - azione di teatro, pittura e luce, 2003
- Galla Placidia, 2003
- Le smanie per la villeggiatura, 2003
- La Pazzia di Isabella, vita e morte dei Comici Gelosi, 2004
- Autobiografie di ignoti, 2004
- Macbeth, 2005
- Teresa Guiccioli – George Byron, 2005
- Il migliore dei mondi possibili, 2006
- Hedda Gabler, 2007
- Eleonora o delle metamorfosi, 2008
- Divina Commedia Suite, 2008
- L'Amante, 2009
- Cittadini del mondo, 2009
- La locandiera, 2008
- Santa Giovanna dei Macelli, 2008
- Juana de la Cruz o le insidie della fede, 2008
- Cittadini del mondo, 2009
- Chopin, Sand e l'isola, 2010
- Regina la Paura, 2010
- Antigone ovvero una strategia del rito, 2011
- Antigone Quartet Concerto, 2011
- Richiamami, 2011
- La paura - ovvero essere pronti è tutto, 2011
- Nella stanza di Eleonora, 2012
- Concerto per donna sola, 2012
- Chi c'era c'è, 2013
- Barnum, 2013
- Quando a morire è musica e donna, al Teatro La Fenice di Venezia, 2013
- Regine - Elizabeth Tudor vs Mary Stuart, 2013
- In canto e in veglia, spettacolo vincitore I Teatri del Sacro, 2013
- Delirio a due, 2013
- Smemorantes - mito e strategia del rito, 2013
- Smemorantide - Radiocittàoccupata, 2014
- Svenimenti - dagli Atti Unici, dalle lettere e dai racconti di Anton Cechov, 2014
- Colloqui con la Cattiva Dea - piccole storie dalla Grande Guerra, 2014
- La morte e la fanciulla, 2015
- Bimba - inseguendo Laura Betti, 2015
- Il banchetto offeso - il cibo che nutre, il cibo che uccide, 2015
- L'Agnese va a morire, 2015
- Intorno a Macbeth, 2016
- Una Passione - Ridere così tanto, 2016
- Il Pianeta Diana, 2016
- La canzone di Giasone e Medea, 2016
- Macbeth Duo, 2016
- Shakespeare in solo, 2016
- Le relazioni pericolose, 2017
- Prima della pensione, ovvero Cospiratori, 2017
- Il Paradiso Perduto, il Paradiso Ritrovato, spettacolo vincitore I Teatri del Sacro, 2017
- Corale numero uno, 2017
- Onde, 2018
- Ottocento, 2018
- L’anima buona del Sezuan, 2018
- Antigone. Solo, 2019
- Lettera al mondo, 2019
- Nella lingua e nella spada, 2019
- Delirio a due (nuova edizione), 2020
- Nella lingua e nella spada in solo, 2020
- Caduto fuori dal tempo di David Grossman, 2021
- Risate di gioia - storie di gente di teatro, 2022
- Bimba '22. Inseguendo Betti e Pasolini, 2022
- Due Regine. Mary Stuart vs. Elizabeth Tudor. Elizabeth Tudor vs. Mary Stuart, 2022
- Se resistere dipende dal cuore - ascoltando Amelia Rosselli, 2022
- Per Magia, 2023
- Canto alle vite infinite - Progetto Terra Mater Matrigna, 2023
- La canzone di Giasone e Medea (nuova edizione), 2023
- Autobiografie di ignote - ritratti di donne in teatro e musica, 2024
- La casa dei Rosmer, 2024

## Radio
- Non sentire il male - dedicato a Eleonora Duse registrato per la trasmissione "Il terzo orecchio" di Mario Martone su Rai Radio 3
- E non potrete dimenticarmi mai più - dedicato a Antonin Artaud con Sandro Lombardi e Roberto Latini per Rai Radio 3
- La Paura ovvero essere pronti è tutto trasmesso su "Tutto Esaurito!" Radio Tre
- Recita dell'attore Vecchiatto nel Teatro di Rio Saliceto, su "Tutto Esaurito!" Rai Radio 3
- Vite altrove - maestre dentro e fuori scena in diretta su "Tutto Esaurito!" Rai Radio 3
- Di Terra e d'Oro, in diretta dalla Festa di Radio Tre a Forlì
- Autobiografie di ignoti ovvero Barnum, in diretta Rai Radio 3 dalla Sala A di Via Asiago
- Erano d'acqua, in diretta Rai Radio 3 dal Teatro Alighieri di Ravenna per Ravenna In onda
- Canto alle vite infinite, in diretta Rai Radio 3 dal Teatro Alighieri di Ravenna per Radici

## Premi e riconoscimenti
- Premio UBU 2000 come migliore attrice non protagonista (ex aequo con Teresa Saponangelo) per gli spettacoli Le regine e Riccardo III di Claudio Morganti[42]
- Premio Viviani 2006 Festival Benevento Città Spettacolo, direzione artistica Ruggero Cappuccio, alla compagnia del Teatro di Leo de Berardinis
- Premio Hystrio 2007 – Altre muse alla Compagnia Le belle bandiere[43]
- Premio E.T.I. Olimpici del Teatro 2007 come migliore spettacolo di prosa per Le smanie per la villeggiatura[44]
- Premio Artoran a Ross 2011 - Città di Russi per il Teatro[45]
- Premio Lions Club Melvin Jones Fellow[46], 2012
- Premio Walter Chiari 2012[47]
- Premio Eleonora Duse 2016[48]
- Premio UBU 2016 come migliore attrice[49]
- Premio Hystrio - Anct 2017[50]
- Premio Le Maschere del Teatro Italiano 2019 come migliore spettacolo per Mangiafoco di R. Latini[51]
- Premio ERF alla carriera[52] 2022